# Улица Новый Свят
Улица Новый Свят (пол. Nowy Świat) — одна из исторических дорог Варшавы.
Составляет часть Королевского тракта, ведущего от варшавского Королевского дворца и Старого города на юг к резиденции XVII века польского короля Яна III Собеского в Вилянуве.

## География

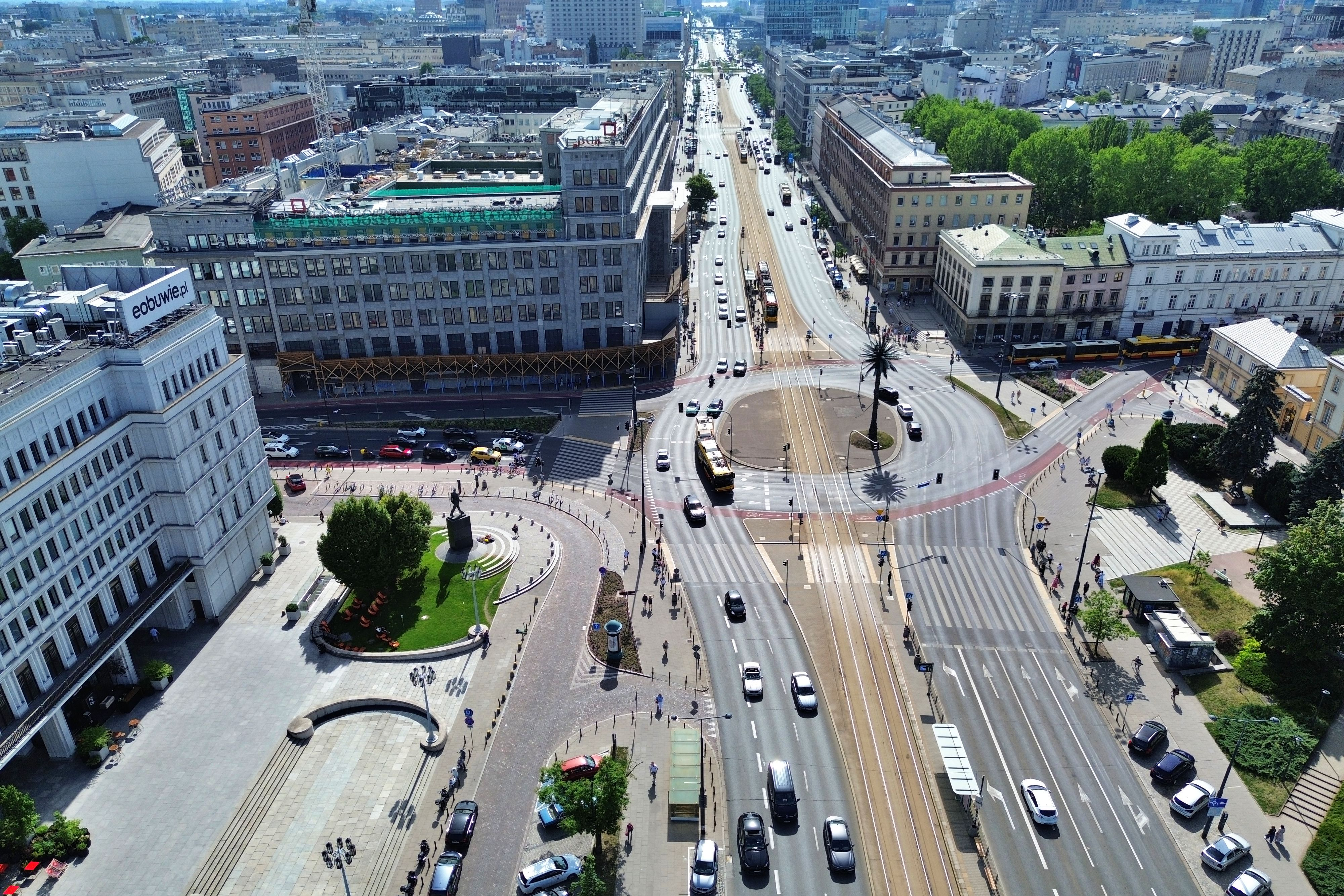
Начало улицы у кольцевой развязки имени генерала Шарля де Голля

Начинается у Площади трёх крестов и идёт к северу, пересекая Иерусалимские аллеи и Свентокшискую улицу. Около кампуса Варшавского университета и памятника Николаю Копернику она переходит в другую улицу — Краковское предместье, которая в свою очередь заканчивается у Королевского дворца.
На южном окончании, от Площади трёх крестов, продолжением улицы служит Уяздовская аллея, которая в свою очередь переходит в Бельведерскую улицу, а та — в улицу Собескую, ведущую к Вилянуву.

## История

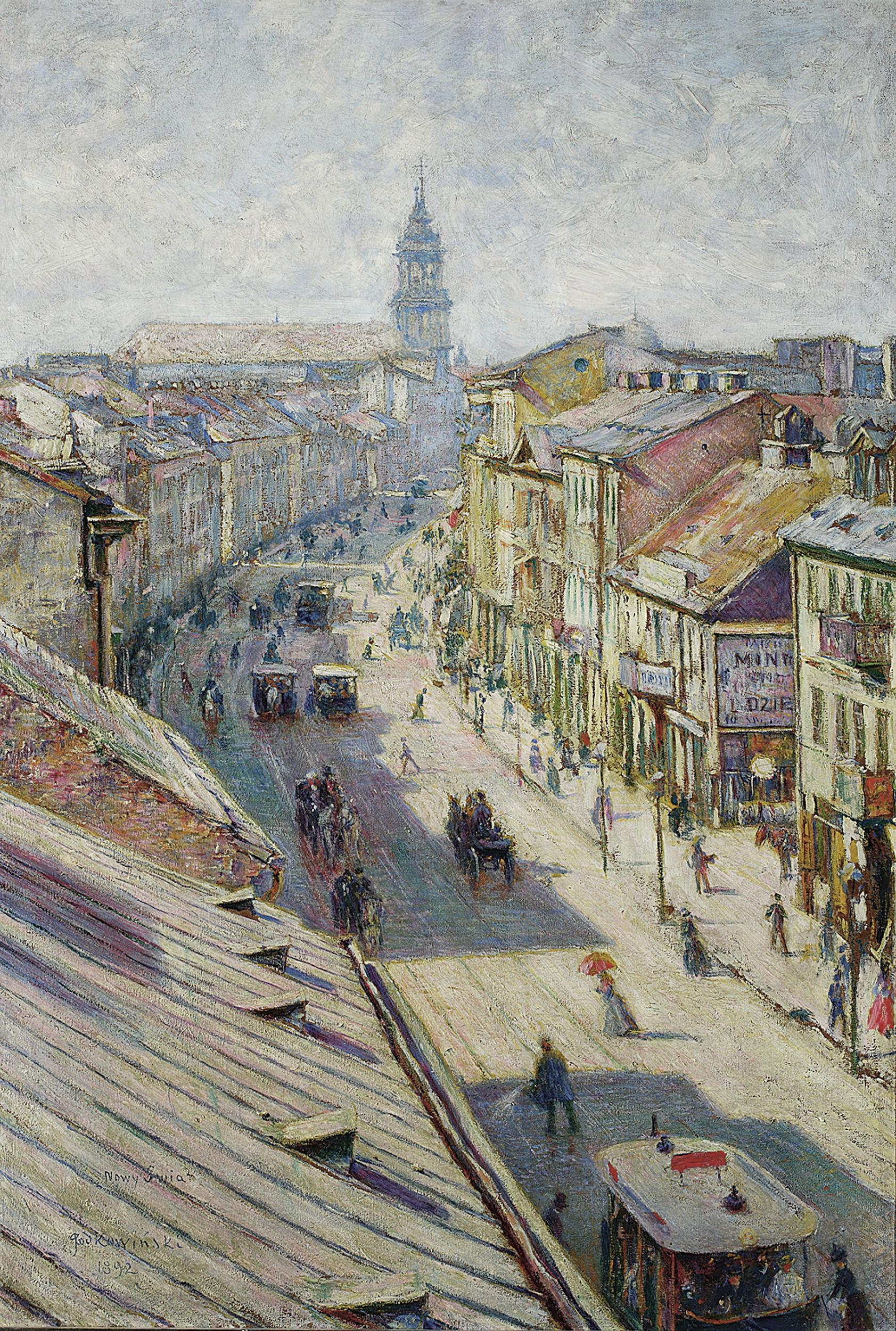
Владислав Подковиньский — Вид на Новый Свят, 1900 г.

До XVI века Новый свят служил главной дорогой, соединяющий многочисленные шляхетские дворцы с селениями на юге Варшавы. Современное название улица получила в середине XVII века, когда город стал бурно развиваться. В начале XVIII века окрестности улицы стали интенсивно застраиваться, преимущественно деревянными дворцами и усадьбами, были оборудованы уличные желоба, выложена брусчатка.
В наполеоновский период площадь Варшавы заметно увеличилась и улица была перестроена: вместо деревянных появились каменные и кирпичные, в основном трёхэтажные, здания в неоклассическом стиле. К концу XIX века они были увеличены в размерах и улица стала главным местом ведения торговых и экономических дел в Варшаве. Улица была самой оживлённой в городе с многочисленными магазинами и ресторанами, привлекавшими как горожан, так и туристов. К началу XX века улица вновь постепенно перестраивалась: старые здания в неоклассическом стиле заменялись новыми, большими по размеру в стиле модерн.
Во время Варшавского восстания 1944 года улица была почти полностью разрушена. По окончании войны было принято решение восстановить улицу в её неоклассическом виде XIX века.